# Mohammad Reza Mahdavi
Mohammad Reza Mahdavi (en persa: محمدرضا مهدوی‎; Teherán, Irán; 17 de diciembre de 1972) es un exfutbolista de Irán que jugaba en la posición de defensa.

## Carrera

### Club
| Periodo   | Club                      |
| --------- | ------------------------- |
| 1994–2000 | Bahman FC                 |
| 2000      | Esteghlal FC              |
| 2000–2002 | Royal Charleroi SC        |
| 2002–2003 | Persepolis FC             |
| 2003–2004 | Sepahan FC                |
| 2004–2005 | FC Shahrdari Bandar Abbas |
| 2005–2006 | Esteghlal Ahvaz           |

### Selección nacional
Jugó para Irán en seis ocasiones de 2000 a 2001 y anotó un gol, el cual fue en una victoria por 4-0 ante China en Teherán el 19 de enero de 2001 en un partido amistoso. Participó en la Copa Asiática 2000.

## Logros
- Copa Hazfi (1): 2003-04